# 泌乳停經法
泌乳停經法(Lactational amenorrhea、)也稱為母乳餵養期不孕法，是指在產婦生產後，若完全母乳餵養嬰兒，會有一段閉經的期間，也是一種避孕的方式。在沒有配合其他避孕方式（像保險套、殺精劑、激素避孕藥或是子宮環等）的情形下，母乳餵養期不孕法是天主教認可的自然家庭計劃方式。

## 適合條件
若婦女符合以下的條件，母乳餵養期不孕法在產後前六個月的成功率超過98%
- 母乳需是嬰兒唯一（或幾乎唯一）的營養來源，若餵配方奶、先將母奶擠出後再餵嬰兒[3]或是讓嬰兒餵食固體食物都會降低母乳餵養期不孕法的效果。
- 白天需至少四小時內餵食一次，晚上至少六小時餵食一次。
- 嬰兒需小於六個月。
- 婦女在產後56天內需沒有月經（當判斷是否有懷孕時，產後56天內的出血可以忽略不计）。

## 月經的恢復
產後月經恢復的時間因人而異，但哺乳量和避孕效果有強烈的正相關，而依嬰兒的需要哺乳又比依計劃哺乳可以大幅延長避孕的期間，而只餵食母乳也比提供母乳及其他食物給嬰兒的效果要好。
雖然產後的第一次月經週期多半不會排卵（減少在產後護理期間再度懷孕的可能性），但之後的月經週期幾乎都會排卵，因此有可能受孕。不過有些婦女即使已恢復排卵，哺乳時間還會可能影響受孕能力，常見的原因是黃體期過短，不足以維持妊娠。

## 延伸閱讀
- Kippley, Sheila. The Seven Standards of Ecological Breastfeeding: The Frequency Factor, 2008.
- The Use of Contraception During Lactation - A Fact Sheet - Alberta Medical Association.